# 佐里駅
佐里駅（さりえき）は、佐賀県唐津市相知町佐里にある、九州旅客鉄道（JR九州）筑肥線の駅である。

## 歴史
- 1935年（昭和10年）3月1日：北九州鉄道の佐里温泉駅（さりおんせんえき）として開設[2]。
- 1936年（昭和11年）：松浦温泉駅（まつうらおんせんえき）に改称[2]。
- 1937年（昭和12年）10月1日：国有化により佐里駅（さりえき）に再改称[2]。
- 1941年（昭和16年）8月10日：戦局悪化により廃止[2]。
- 1946年（昭和21年）6月1日：復活[2]。
- 1970年（昭和45年）10月1日：荷物扱い廃止[3]。無人駅となる[4]。
- 1987年（昭和62年）4月1日：国鉄分割民営化に伴い、JR九州に移管[2]。

## 駅構造
単式ホーム1面1線を有する地上駅。木造駅舎は解体され、代わりに「秋桜館」と言う名の付いた待合所が建てられた。待合所の表札「秋櫻館」は、森村誠一が筆を揮るったものである。駅はやや高いところにある。

駅構内は無人であるが、駅向かいの商店で乗車券を発売する簡易委託駅となっている。

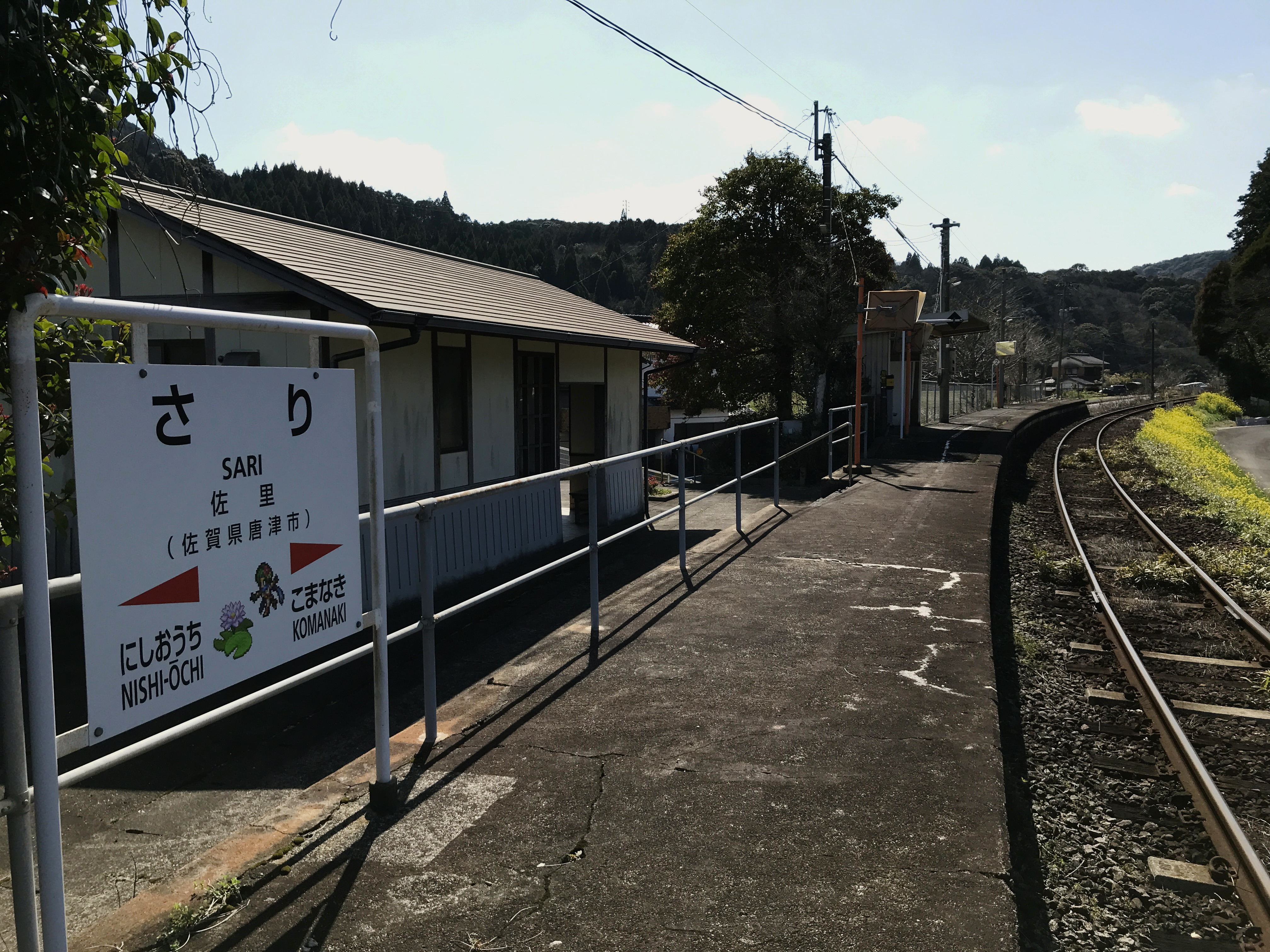
ホーム（2024年3月）
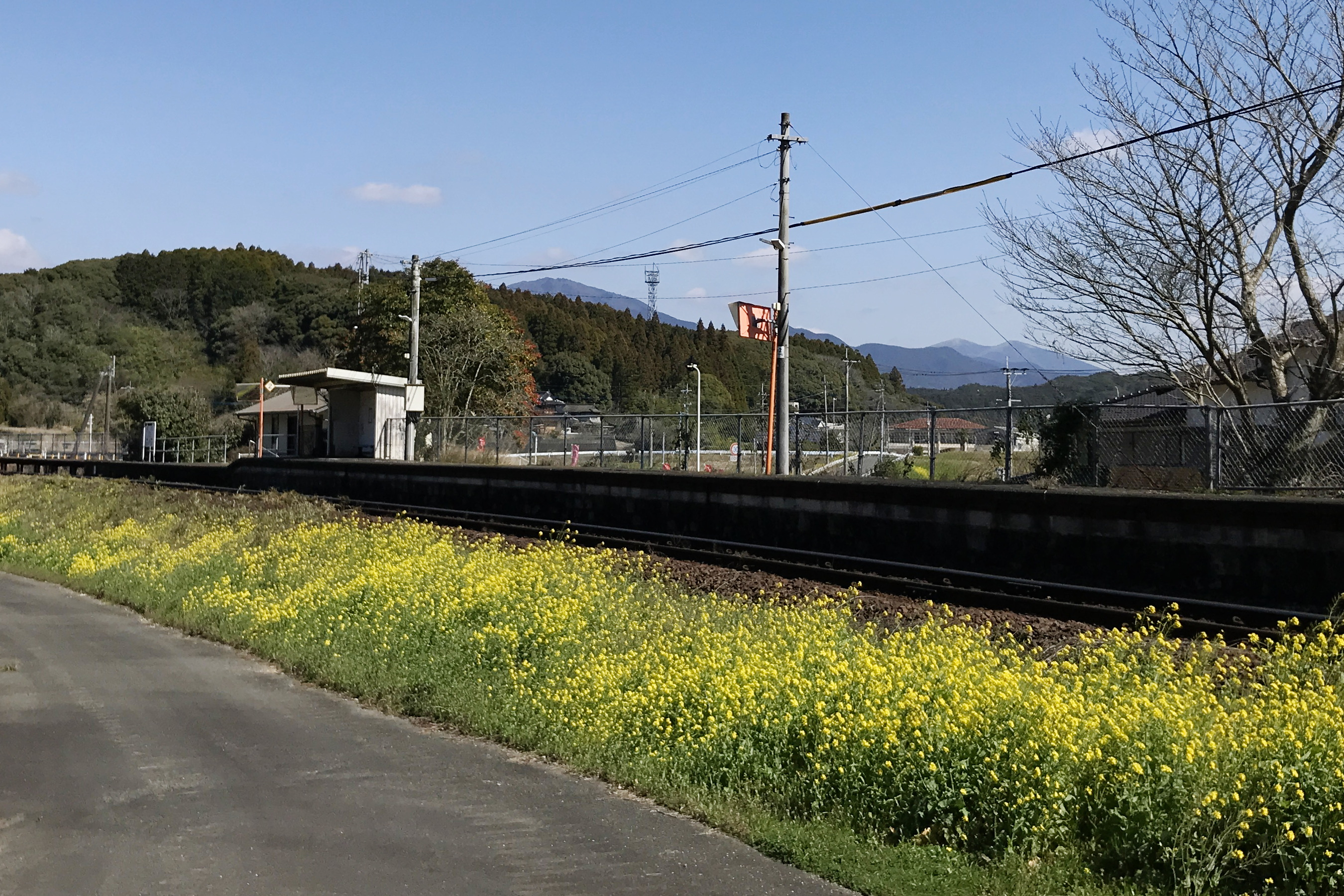
ホーム全景（2024年3月）

## 利用状況
2011年度の1日平均乗車人員は12人である。
| 年度   | 1日平均 乗車人員 |
| ------ | ---------------- |
| 2000年 | 28               |
| 2001年 | 25               |
| 2002年 | 20               |
| 2003年 | 20               |
| 2004年 | 21               |
| 2005年 | 18               |
| 2006年 | 13               |
| 2007年 | 14               |
| 2008年 | 13               |
| 2009年 | 13               |
| 2010年 | 11               |
| 2011年 | 12               |

## 駅周辺
唐津市南西端の伊万里市との市境に近い場所にあり、旧相知町の中心部からは遠く離れている。駅のすぐ横を県道38号線が筑肥線に並行する形で通っている。
- 鵜殿窟
- 相知町立佐里小学校
- 昭和自動車 花タウンバス「佐里駅」停留所
  - JAJからつ相知支所 -相知市民センター前 - 相知駅前 - 西相知駅前 - 佐里駅 - 佐里上

## 隣の駅
九州旅客鉄道（JR九州）
■筑肥線
西相知駅 - 佐里駅 - 駒鳴駅